# Boromys
Boromys é um gênero de roedor da família Echimyidae.

## Espécies
- †Boromys offella Miller, 1916
- †Boromys torrei J. A. Allen, 1917